# Sphaerotholus buchholtzae
Sphaerotholus buchholtzae es una especie del género extinto Sphaerotholus (gr. “cúpula esférica”) de dinosaurio marginocéfalo, paquicefalosaurino, que vivió a finales del período Cretácico, hace aproximadamente entre 73 y 65 millones de años, en el Campaniense y Maastrichtiense, en lo que hoy es Norteamérica.
La segunda especie descrita de su género, más reciente, fue encontrada en la Formación Hell Creek en el condado de Carter, Estado de Montana, perteneciente al Mastrichtiense tardío. El holotipo, TMP 87.113.3, consta de un cráneo incompleto, también descrito por Carr & Williamson en 2002, se caracteriza por un proceso parietal expuesto desde caudal entre los escamosos lo suficientemente robusta para soportar los nodos parieto-escamosos. El borde caudal de la cresta parieto-escamosa es mayor que en S. goodwini y los nodos de las esquinas laterales son menores y localizados alrededor del margen ventral de la barra parieto-escamosa. Los nodos en lateral del borde aprieto-escamoso están reducidos al escamoso y a la unión de este con el postorbital. La especie se nombra en honor a la paleontóloga Emily A. Buchholtz por su investigación con paquicefalosáuridos. Se ha propuesto que esta segunda especie sea un sinónimo más moderno de Prenocephale edmontonensis también llamado Sphaerotholus edmontonensis. Sin embargo, Mallon et al. en 2015, en su descripción de un nuevo espécimen de S. buchholtzae de la Formación Frenchman de Saskatchewan, Canadá, señalaron que S. edmontonensis era distinta de S. buchholtzae según la morfología y la morfometría comparativas.